# FC SKBC
FC SKBC은 아메리칸사모아의 축구 클럽이다. 정식 명칭은 아메리칸사모아 한인침례교회 축구 클럽(Samoa Korean Baptist Church Football Club)이다. 현재는 FFAS 시니어 리그에 참여하고 있다. OFC 챔피언스리그 2014-15 예선 라운드에 참가하였다. 주장은 대한민국의 강건철 선수이다.

## 선수 명단
2014년 11월 19일 기준

참고: FIFA 자격 규정에 따라 소속된 국가대표팀 국기를 표시합니다. 선수는 복수의 FIFA 비회원국 국적을 가지고 있을 수 있습니다.
| 번호 | 포지션 | 국적           | 이름            |
| ---- | ------ | -------------- | --------------- |
| 1    | GK     | 아메리칸사모아 | 리처드 도노번   |
| 2    | MF     | 아메리칸사모아 | 시오네 루이     |
| 3    | DF     | 아메리칸사모아 | 시니사 투아     |
| 4    | DF     | 아메리칸사모아 | 트레버 카이투우 |
| 5    | DF     | 아메리칸사모아 | 윌리엄 퐁       |
| 6    | FW     |                | 강건철 (주장)   |
| 7    | FW     |                | 던스턴 알레지루 |
| 8    | DF     |                | 스티븐 가르시아 |
| 9    | MF     | 아메리칸사모아 | 칼레오파 실리기 |
| 10   | FW     |                | 레이넬 크리시나 |

| 번호 | 포지션 | 국적           | 이름              |
| ---- | ------ | -------------- | ----------------- |
| 11   | MF     | 아메리칸사모아 | 조니 시오네       |
| 12   | DF     | 아메리칸사모아 | 루벤 루부         |
| 13   | MF     | 아메리칸사모아 | 멜피 알셰르흐리   |
| 14   | MF     | 아메리칸사모아 | 미구엘 디아즈     |
| 15   | DF     |                | 제리 케나         |
| 16   | DF     | 아메리칸사모아 | 조셉 코로이아디   |
| 17   | DF     | 아메리칸사모아 | 네에미아 칼레오파 |
| 18   | MF     | 아메리칸사모아 | 샘 코메           |
| 20   | GK     |                | 시오네 마우       |

## 주요 경력
- FFAS 시니어 리그: 1

2013.
- FFAS 프레지던츠 컵: 1

2013.